# Кирсанов, Пётр Семёнович
Пётр Семёнович Кирса́нов (1 января 1919, деревня Лапино, ныне в Калужской области — 7 ноября 1991, Москва) — советский военачальник и лётчик-ас истребительной авиации в годы Великой Отечественной войны, маршал авиации (1982).

## Начало военной службы
В Красной Армии с августа 1936 года. Окончил Качинскую Краснознаменную военную авиационную школу имени тов. Мясникова в 1938 году. Служил младшим лётчиком и командиром звена. Участвовал в советско-финской войне 1939—1940 годов.

## Великая Отечественная война
В боях Великой Отечественной войны лейтенант Пётр Кирсанов с первого дня, заместитель командира истребительной эскадрильи. Первую победу одержал 23 июня 1941 года в районе Ленинграда. Член ВКП(б) с 1941 года. Был арестован в 1941 году за потерю ориентировки при выполнении боевого задания из-за тумана, следствием чего стала вынужденная посадка и потеря 6 истребителей из-за полной выработки горючего. Его дело не было направлено в военный трибунал. Ввиду боевых заслуг Кирсанова, отсутствия погибших при вынужденных посадках и острой нехватки подготовленных лётчиков, командование ограничилось снятием его с должности и переводом в другой полк.
С начала 1942 года воевал в 153-м истребительном авиационном полку (22 ноября 1942 года за боевые отличия переименован в 28-й гвардейский истребительный авиационный полк) на Воронежском фронте, командиром этого полка С. И. Мироновым был восстановлен в должности заместителя командира эскадрильи, затем в августе этого же года уже за отличия в боях стал командиром эскадрильи. С января 1943 года до конца войны майор Кирсанов — инструктор-лётчик Главной инспекции ВВС РККА. Неоднократно выезжал в командировки на фронты, где в боевых условиях проводил переобучение лётчиком истребительных авиаполков, а также сам совершал боевые вылеты, хотя такой обязанности у него не было. Так, в период работы в 2-й воздушной армии в феврале-апреле 1945 года выполнил 26 боевых вылетов, провёл 6 воздушных боёв и сбил 1 самолёт врага.
Итоговые данные по боевым достижениям П. С. Кирсанова несколько разнятся: по одним данным, совершил 216 боевых вылетов, сбил 8 самолётов врага лично и 6 — в группе. По другим данным, совершил 323 боевых вылета, в воздушных боях сбил лично 7 и в группе 3 самолёта противника.

## Мирное время
После войны до 1952 года служил в Управлении боевой подготовки истребительной авиации Военно-воздушных сил СССР на должностях заместителя начальника и начальника отдела. Окончил Военно-воздушную академию в 1950 году. С августа 1952 года — командир авиационной дивизии. В 1956 году командовал 195-й истребительной авиационной дивизией, дислоцированной в Венгрии; когда во время Венгерского восстания в октябре 1956 года мятежники напали на аэродром с целью захвата оружия, то, не имея бронетехники, расставил самолёты в круг и отражал атаки огнём бортового вооружения.
Окончил Военную академию Генерального штаба в 1958 году. С декабря 1958 года — заместитель командующего 24-й воздушной армией по боевой подготовке. С марта 1963 года — заместитель начальника боевой подготовки ВВС СССР. С ноября 1967 года — командующий 1-й Особой Дальневосточной воздушной армией. С декабря 1970 года — заместитель Главнокомандующего Военно-Воздушных сил по боевой подготовке. С марта 1979 года — командующий ВВС Главного командования войск Дальнего Востока (г. Улан-Удэ).
Воинское звание маршал авиации присвоено указом Президиума Верховного Совета СССР от 16 декабря 1982 года.
В 1983 году окончил Высшие академические курсы при Военной академии Генерального штаба Вооружённых Сил СССР имени К. Е. Ворошилова. 
С июля 1983 года — начальник Центральной инспекции безопасности полётов Военно-Воздушных сил. С декабря 1987 года — заместитель Главнокомандующего Военно-Воздушных сил — начальник Службы безопасности полётов Военно-Воздушных сил.
С мая 1988 года — военный инспектор-советник Группы генеральных инспекторов Министерства обороны СССР.
Жил в Москве. Скончался 7 ноября 1991 года. Похоронен на Троекуровском кладбище.

## Высшие воинские звания

Могила Кирсанова на Троекуровском кладбище Москвы

- генерал-майор авиации (25.05.1959)
- генерал-лейтенант авиации (19.02.1968)
- генерал-полковник авиации (4.11.1973)
- маршал авиации (16.12.1982)

## Награды
СССР
- Орден Ленина;
- Орден Октябрьской Революции;
- Пять орденов Красного Знамени (26.02.1942, 13.09.1942, 06.04.1945, …);
- Два ордена Отечественной войны 1-й степени (19.08.1944, 11.03.1985);
- Три ордена Красной Звезды;
- Орден «За службу Родине в Вооружённых Силах СССР» 3-й степени;
- Медаль За боевые заслуги;
- медаль В ознаменование 100-летия со дня рождения Владимира Ильича Ленина;
- медаль За оборону Ленинграда;
- медаль За победу над Германией;
- медаль 20 лет Победы в Великой Отечественной войне 1941—1945 гг.;
- медаль 30 лет Победы в Великой Отечественной войне 1941—1945 гг.;
- медаль 40 лет Победы в Великой Отечественной войне 1941—1945 гг.;
- медаль За освобождение Праги;
- медаль За взятие Берлина;
- Юбилейная медаль «30 лет Советской Армии и Флота»;
- медаль 40 лет Вооружённых Сил СССР;
- Медаль «50 лет Вооруженных Сил СССР»;
- Медаль «60 лет Вооруженных Сил СССР»;
- Медаль «70 лет Вооруженных Сил СССР»;
- Медаль «В память 250-летия Ленинграда»;
- Заслуженный военный лётчик СССР (16.08.1966);

Иностранных государств
- Орден Возрождения Польши V класса (Польша, 6.10.1973);
- Орден «9 сентября 1944 года» I степени с мечами (Болгария, 14.09.1974);
- Орден Полярной Звезды (Монголия, 06.07.1971);
- Медаль «Китайско-советская дружба» (КНР);
- Медаль «За укрепление дружбы по оружию» в золоте (ЧССР, 01.05.1970);
- Медаль «30 лет освобождения Чехословакии Советской Армией» (ЧССР, 29.08.1974);
- Медаль «За боевое содружество» I степени (Венгрия, 20.06.1980);
- Медаль «Братство по оружию» (Польша, 12.10.1988);
- Медаль «50 лет Монгольской Народной Армии» (МНР, 15.03.1971);
- Медаль «50 лет Монгольской Народной Революции» (МНР, 16.12.1971);
- Медаль «60 лет Вооруженным силам МНР» (МНР, 29.12.1981);
- Медаль «20-я годовщина Революционных Вооруженных сил Кубы» (Куба, 1976);
- Медаль «30-я годовщина Революционных Вооруженных сил Кубы» (Куба, 24.11.1986);
- Медаль «100 лет со дня рождения Георгия Димитрова» (Болгария);
- Медаль «30 лет Победы над фашистской Германией» (Болгария, 06.03.1975);
- Медаль «1300 лет Болгарии» (Болгария, 29.03.1982);
- Медаль «40 лет Победы над гитлеровским фашизмом» (Болгария, 16.05.1985).